# Guzmania farciminiformis
Guzmania farciminiformis là một loài thực vật có hoa trong họ Bromeliaceae. Loài này được H.E.Luther mô tả khoa học đầu tiên năm 2001.

## Hình ảnh

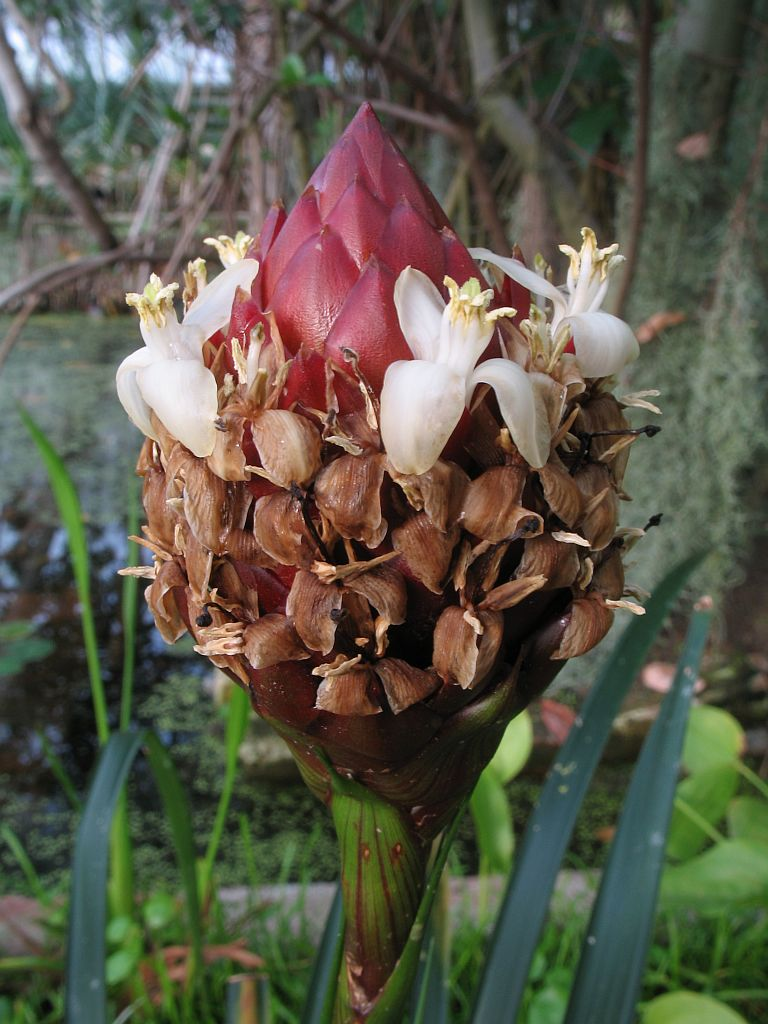
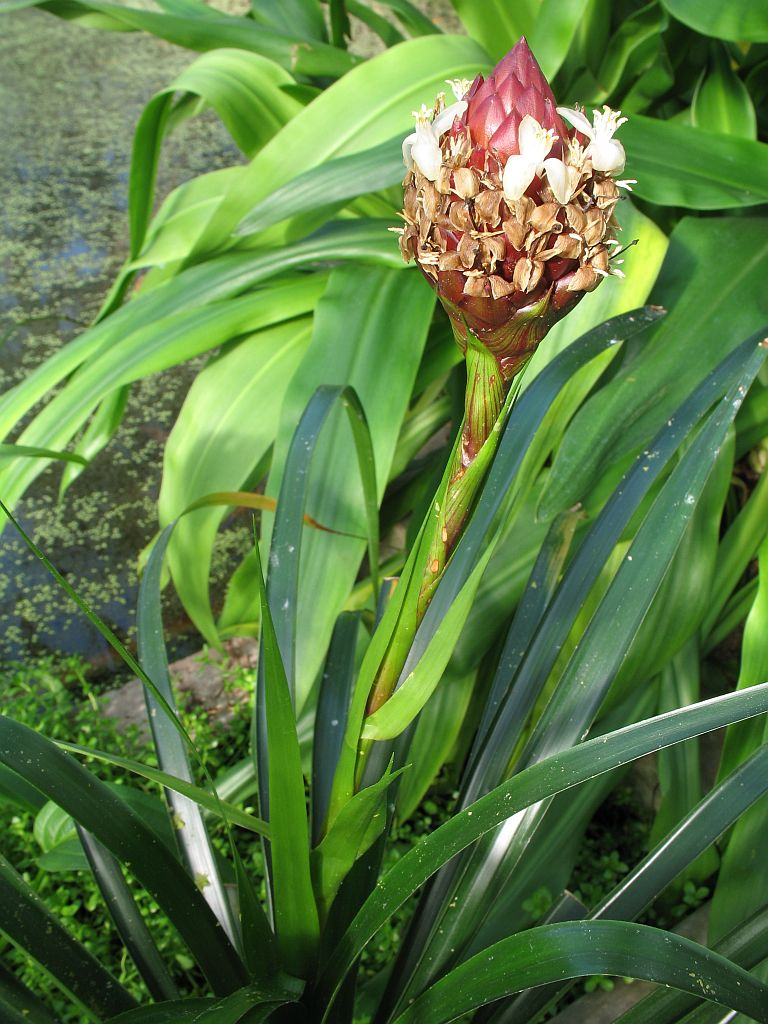
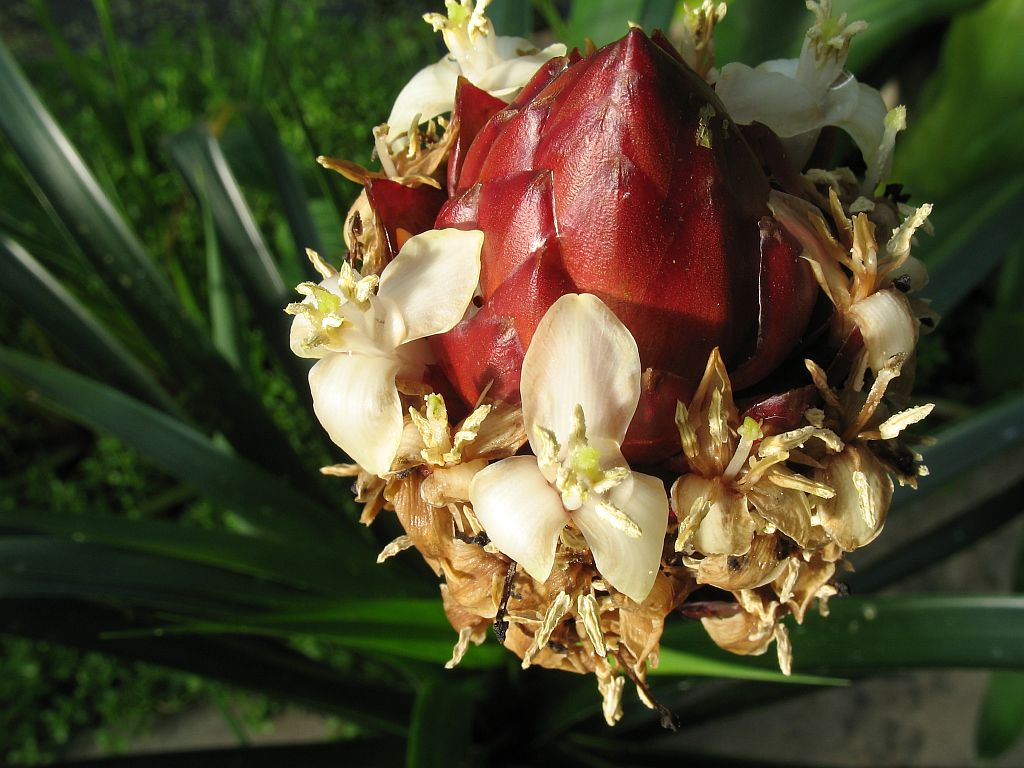